# Dompierre-sur-Mer
Dompierre-sur-Mer là một xã trong tỉnh Charente-Maritime trong vùng Nouvelle-Aquitaine, tây nam nước Pháp. Xã Dompierre-sur-Mer nằm ở khu vực có độ cao từ 4-35 mét trên mực nước biển.